# Dalbergia cearensis
Dalbergia cearensis auch Königsholz, Violettholz oder Veilchenholz genannt, ist eine Pflanzenart aus der Gattung der Dalbergien (Dalbergia) innerhalb der Familie der Hülsenfrüchtler (Fabaceae). Diese gefährdete Art wird, wie alle anderen Dalbergia-Arten, seit Ende des Jahres 2016 auf der CITES-Liste geführt. In Brasilien ist sie bekannt als Jacaranda-violeta, Miolo-de-negro, Pau-violeta, Violeta.

## Beschreibung

### Erscheinungsbild und Borke
Dalbergia cearensis wächst als Baum, der Wuchshöhen von bis etwa 15 Meter bei einem Brusthöhendurchmesser (BHD) von 0,4 Meter erreicht. Der Stamm bleibt bis zu einer Höhe von 8 Metern astfrei.
Die Borke von Dalbergia cearensis ist grob-schuppig und hellbraun bis braun.

### Blatt
Die wechselständig angeordneten und gestielten Laubblätter sind unpaarig gefiedert. Der Blattstiel ist 3–4 Zentimeter lang. An der 6–8 Zentimeter langen Blattrhachis sind die  kurz gestielten Blättchen in bis zu sechs Paaren gegenständig angeordnet. Die spitzen bis zugespitzten Blättchen sind ganzrandig und eiförmig bis länglich oder verkehrt-eiförmig, sie sind 4–6 Zentimeter lang und 2,5–4 Zentimeter breit. Die Pflanze wirft ihr Laub mit Beginn der Trockenzeit ab, neue Blätter treiben mit Beginn der Regenzeit, die Belaubungsphase dauert etwa vier bis sechs Monate.

### Generative Merkmale
Die duftenden Blüten sitzen in kompakten, end- oder achselständigen und rispigen Blütenständen. Die Kronblätter der Blüte sind blassgelb gefärbt. Die Fahne der typischen Schmetterlingsblüte ist in der Mitte nicht eingebuchtet. Der Kelch ist ungleich gezähnt. Eine Einzelblüte erreicht etwa 4,5 Millimeter Länge. Die Art blüht und fruchtet zu Beginn der Regensaison.
Die reif dunkelbräunlichen, am Ende spitzen bis zugespitzten Flügelnüsse sind einsamig, ihre Länge reicht von 30,61 bis 47,57 mm, die Breite von 7,83 bis 10,88 mm, die Dicke von 2,94 bis 4,95 mm. Ihr Gewicht liegt zwischen 100 und 177 Milligramm. Der flache, glatte Samen ist leicht nierenförmig.
Die Samen besitzen keine Samenruhe, die Keimung beginnt bei 70 % drei Tage nach der Ablagerung der Früchte. Diese werden normalerweise um den Mutterbaum, bis in einige Meter Abstand, vom Wind ausgestreut.

## Holz
Nach DIN EN 13556 trägt das Holz von Dalbergia cearensis das Kurzzeichen DLCR. Das Splintholz ist vom Kernholz farblich deutlich getrennt. Der Splint ist weiß bis graugelb, die Breite variiert dabei sehr stark. Das Kernholz dagegen ist hellbraun bis dunkelbraun-violett und sehr abwechslungsreich fein schwarz bis schwarz-violett gestreift, welches zu einer schönen Optik führt.
Die natürliche Färbung ist nicht beständig, da UV-Licht und Sauerstoff die Holzoberfläche ausbleicht. Infolgedessen ergibt sich ein weniger ansehnlicher Braunton. Selbst durch Oberflächenbehandlung kann dieser Vorgang lediglich verlangsamt, jedoch nicht aufgehalten, werden.
Der Geruch von frisch geschnittenem Holz ist aromatisch bis leicht süßlich. Der Duft verfliegt im trockenen Zustand.
Die Struktur ist vorwiegend geradfaserig, teilweise wellig und leicht drehwüchsig. Der Längsschnitt erscheint deutlich nadelrissig.
Wachstumszonen sind dagegen kaum sichtbar.

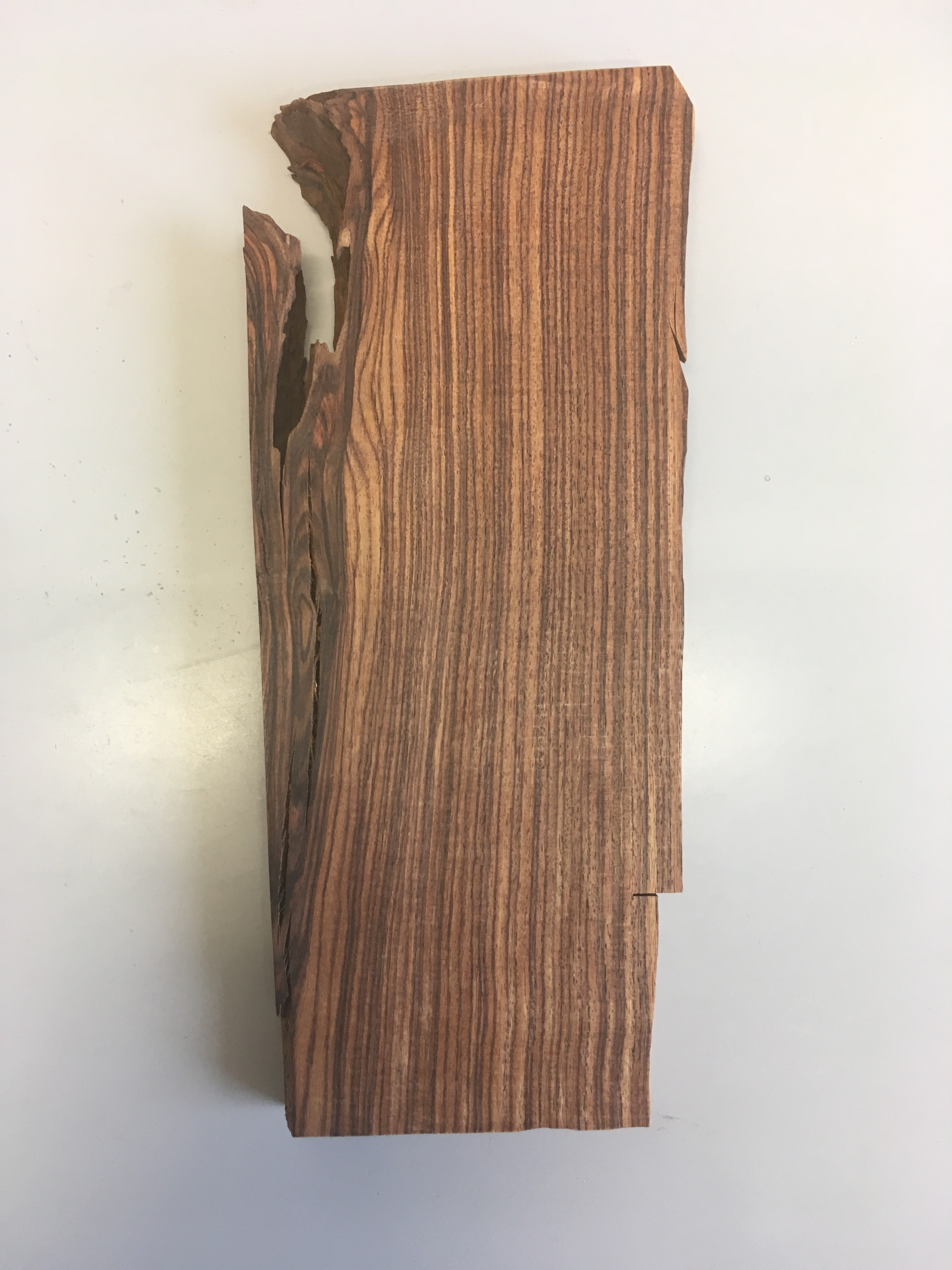
Tangentialschnitt
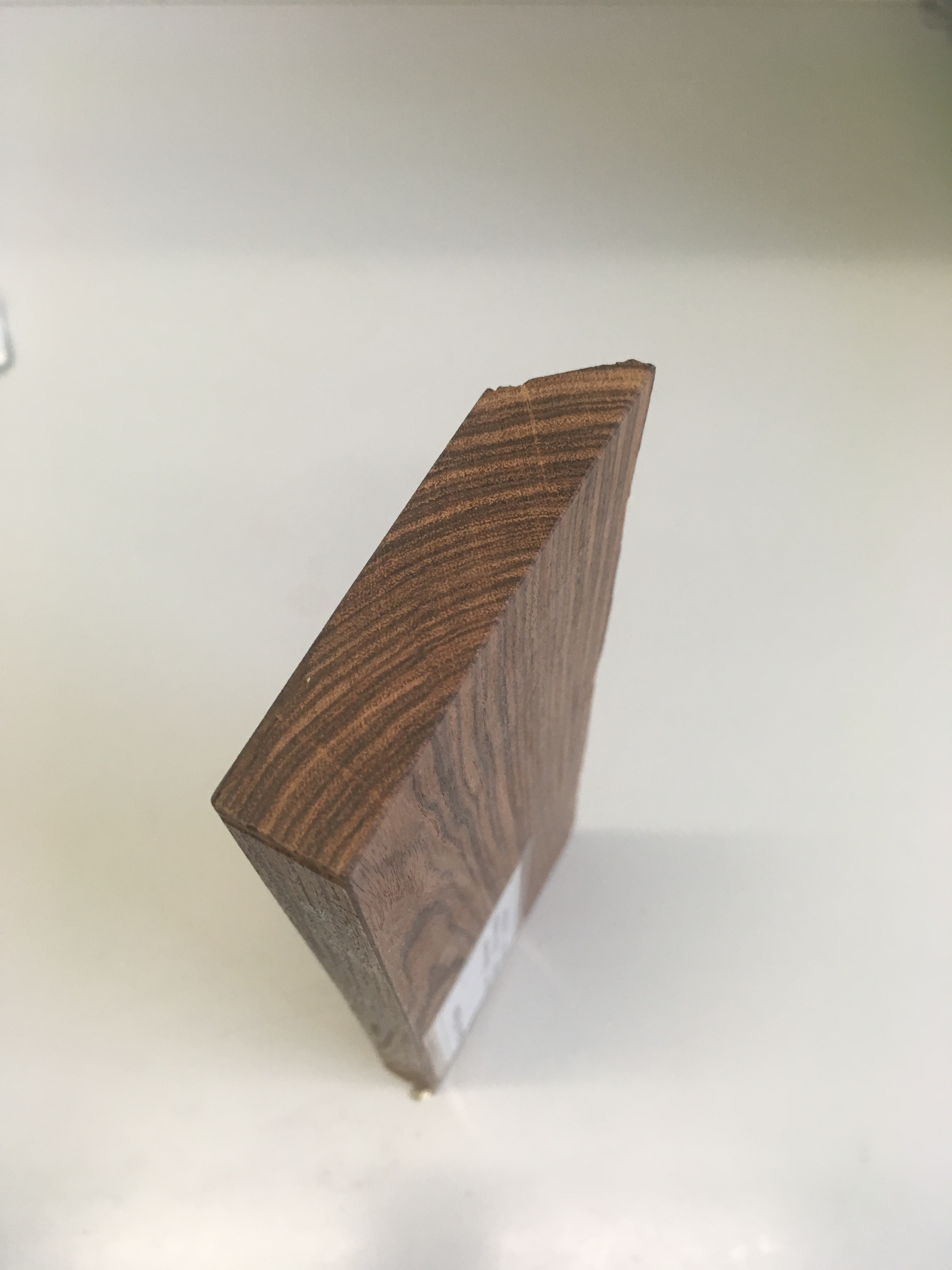
Querschnitt und Radialschnitt
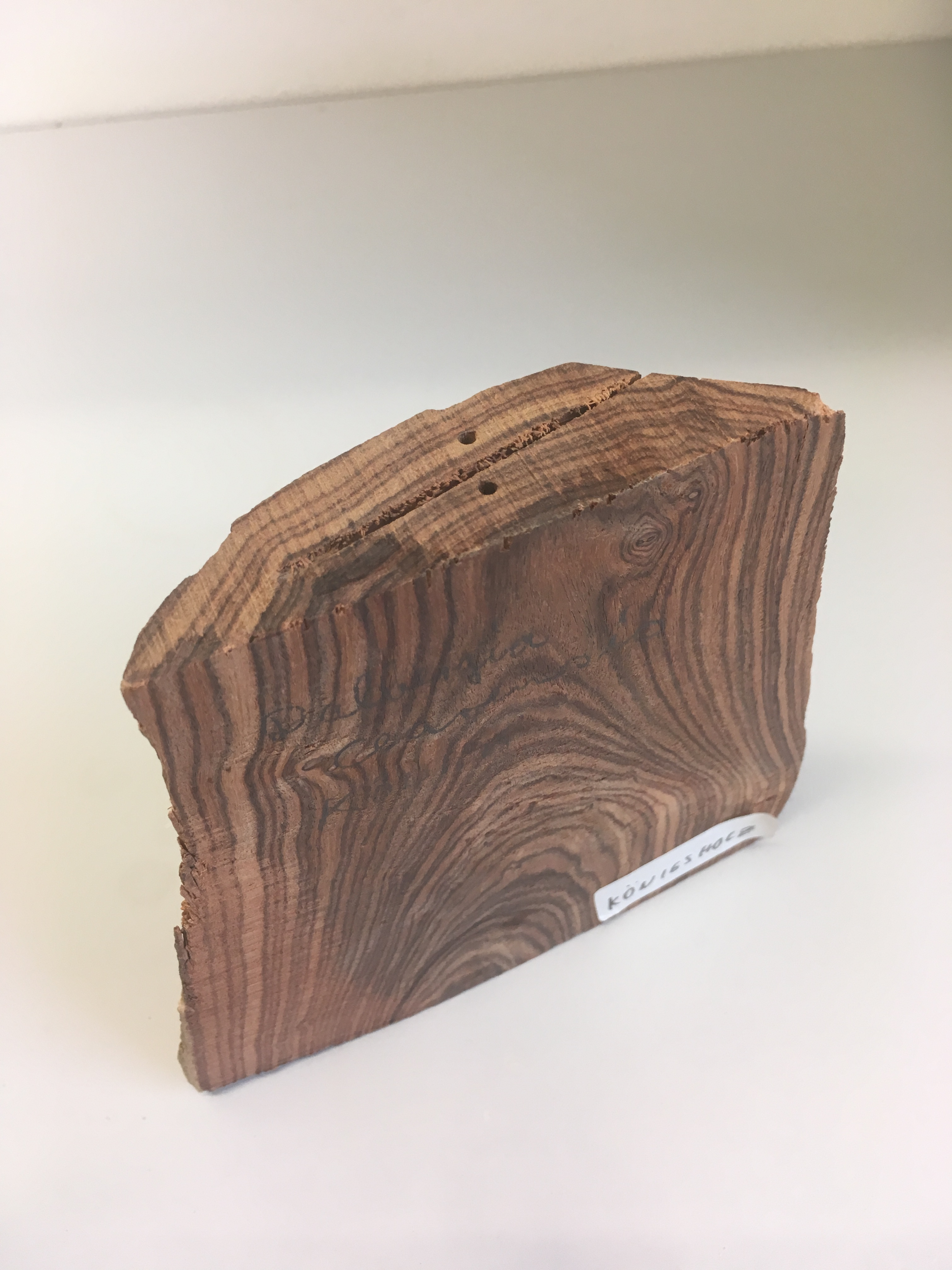
Radial- und Querschnitt
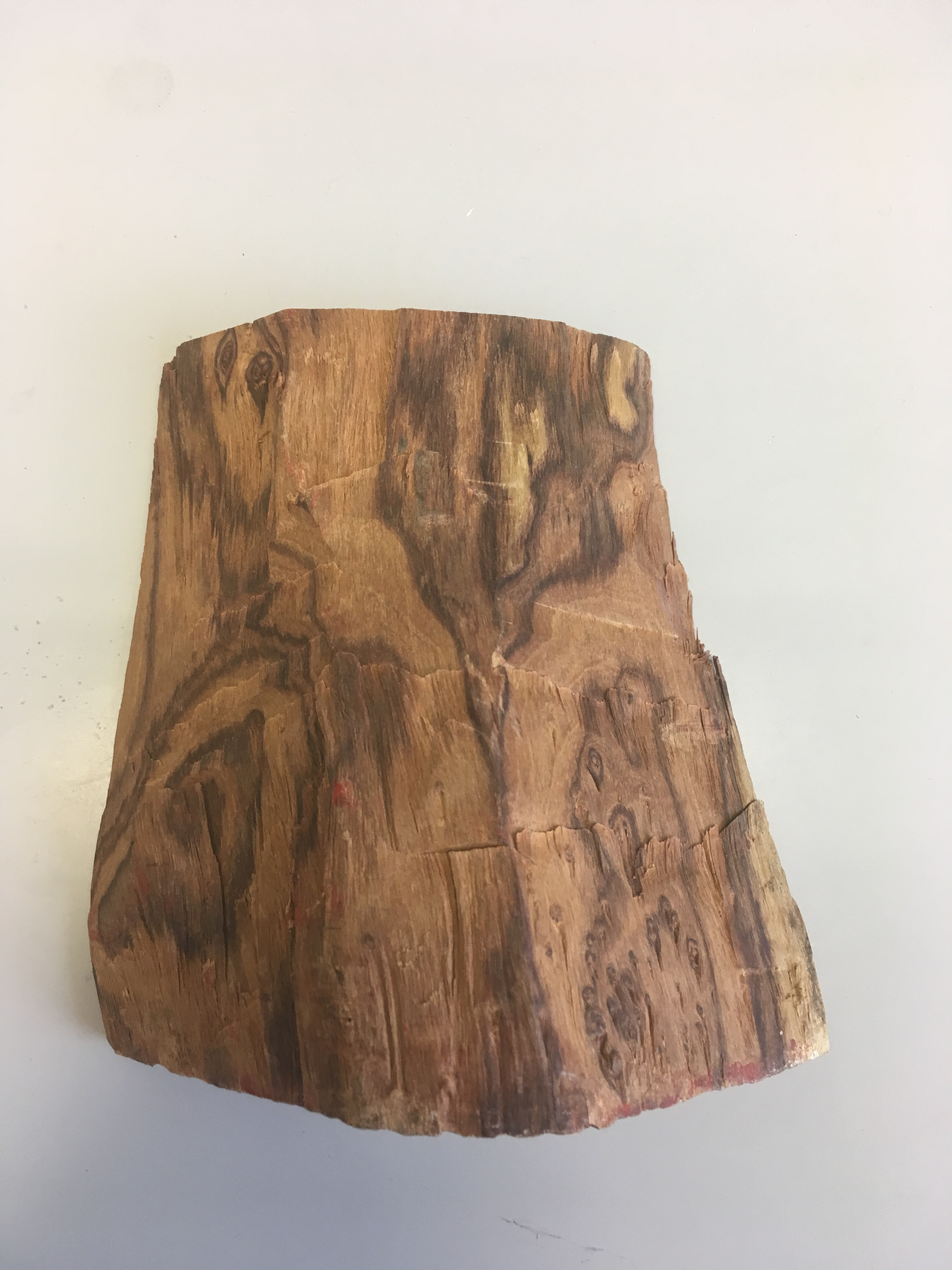
Rinde

### Makroskopisch
Die Gefäße bzw. Poren von Dalbergia cearensis sind klein bis mittelgroß (20-70-150 μm), wenig bis zahlreich und unregelmäßig verteilt.
Sie sind halbringporig bis zerstreutporig.

### Mikroskopisch
Die Holzstrahlen sind nur unter der Lupe erkennbar. Dort wird der feine und stockwerkartige Aufbau ersichtlich. Thyllen sind nicht vorhanden.

Mikroskopaufnahmen
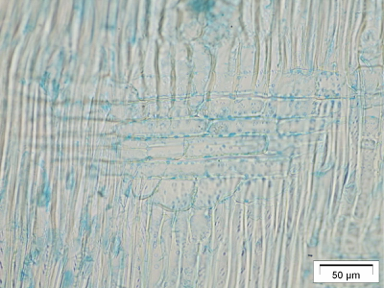
Mikroskopierter Radialschnitt von Dalbergia cearensis (50 nm)
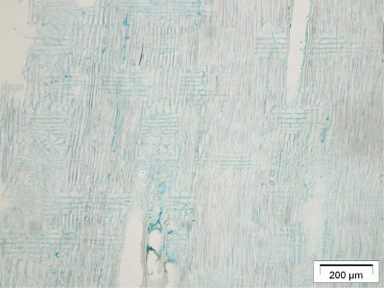
Mikroskopierter Radialschnitt von Dalbergia cearensis (200 nm)
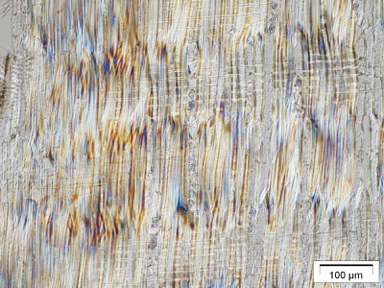
Mikroskopierter polarisierter Radialschnitt (Sichtbarkeit der Kristalle) (100 nm)
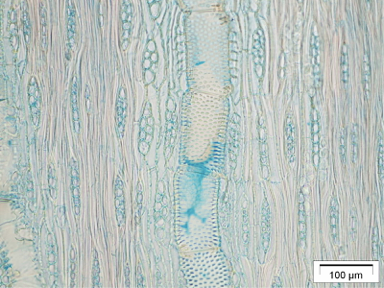
Mikroskopierter Tangentialschnitt von Dalbergia cearensis (100 nm)
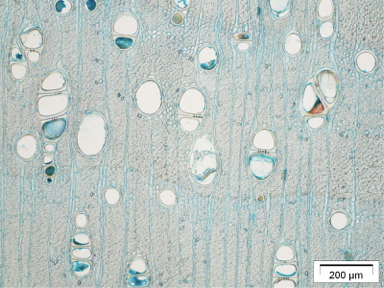
Mikroskopierter Querschnitt von Dalbergia cearensis (200 nm)
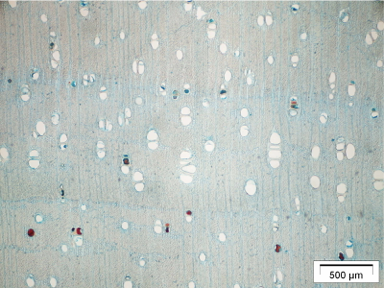
Mikroskopierter Querschnitt von Dalbergia cearensis (500 nm)
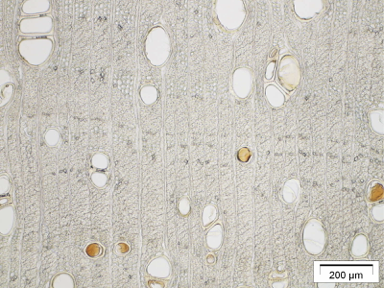
Mikroskopierter Querschnitt von Dalbergia cearensis (200 nm; ungefärbt)

### Eigenschaften
Das Holz von Dalbergia cearensis ist schwer, gering schwindend und besitzt sehr gutes Stehvermögen. Es ist außerdem sehr hart, besitzt eine hohe Dichte und lässt sich aufgrund der geringen Elastizität nur unter erhöhtem Kraftaufwand gut bearbeiten und neigt des Weiteren zum Reißen, Splittern und/oder sogar Brechen.
Bedingt durch die ölige Holzoberfläche und der hohen Dichte sind Klebearbeiten eher problematisch. Das Holz lässt sich gut drechseln und polieren.
Das Kernholz ist witterungsbeständig und widerstandsfähig gegenüber Pilzbefall.
Charakteristisch bei Dalbergia cearensis ist, wie auch bei allen anderen Palisanderbäumen, die häufige Krummschäftigkeit, der unrunde Wuchs und die Hohlkehligkeit.

### Physikalische Werte
Die nachstehenden Werte schließen alle Dalbergia-Arten mit ein. Der Streubereich einzelner Arten ist geringer.
Leider ist zu weiteren mechanischen Werten wenig bekannt.
| Kenngröße                      | Wert        | Einheit |
| ------------------------------ | ----------- | ------- |
| Dichte                         |             |         |
| - ungetrocknet (Rundholz):     | 1.000–1.300 | kg/m³   |
| - darrtrocken:                 | 800–1.000   | kg/m³   |
| Druckfestigkeit (lufttrocken): | 60–80       | N/mm²   |
| Biegefestigkeit (lufttrocken): | 110–150     | N/mm²   |

### Verwendung
Das Königsholz wurde bis zur Aufnahme auf die CITES-Liste für den feinen Innenausbau, Furniere und Einlegearbeiten verwendet.
Aufgrund der kleinen Dimensionen wurden massive Möbel daraus jedoch nicht hergestellt. Ferner wurde das Holz zum Bau von Instrumenten, wie z. B. hochwertige Blockflöten, verwendet.

#### Geschichte
Das Holz von beispielsweise Dalbergia cearensis und verwandter Arten, auch anderer Gattungen, zählt aufgrund seiner besonderen Farbigkeit seit dem 18. Jahrhundert zu den begehrtesten tropischen Importhölzern. Einen besonders hohen Anstieg in der Verwendung von D. cearensis gab es in der zweiten Hälfte des 19. Jahrhunderts nach der Erfindung des Messerfurniers.
Aufgrund der seltenen Verbreitung und der relativ klein dimensionierten Stämme war der Preis für diese Holzarten stets sehr hoch und ihre Verwendung begrenzt.
Es entstanden im Laufe der Zeit irreführende Holzbezeichnungen, da die Hölzer zur Gattung Dalbergia in weit voneinander entfernten Regionen mit unterschiedlicher Sprache wachsen.
Als Palisander oder Jacaranda bezeichnet man heutzutage alle Arten der verwandten Gattungen Dalbergia und Machaerium. Die Gemeinsamkeiten beziehen sich auf das dunkel-farbstreifige Kernholz sowie einer mittleren bis groben Porung.
Eine Unterscheidung ist dennoch schwierig, da diese zu der Familie der Leguminosen gehörenden Holzarten großteils ähnliche Eigenschaften haben und sich auch im Holzbild kaum unterscheiden.

#### Namensherkunft
Da Dalbergia cearensis bei den französischen Königen Louis XIV. und Louis XV. als Einrichtungs- und Möbelholz sehr beliebt war, trägt es den Trivialnamen Königsholz.

## Taxonomie, Vorkommen und Standort
Dalbergia cearensis wurde 1925 von Adolpho Ducke in Archivos (Arquivos) do Jardim Botânico do Rio de Janeiro Band 4 Seite 73 erstbeschrieben.
Die Art ist ein Endemit Brasiliens, ältere Angaben für Mexiko beziehen sich nicht auf diese Art. Sie wächst im Nordosten des Landes, von Ceará (wovon der Name abgeleitet ist) und Süd-Piauí bis ins südliche Bahia. Vorkommen im Norden von Minas Gerais erscheinen den Standortansprüchen nach möglich, sind aber bisher nicht nachgewiesen. Sie wächst im offenen Trockenwald, in Brasilien Caatinga genannt, meist auf besseren, tiefgründigen und dichter bewaldeten Standorten, etwa am Fuß von Hügeln.